# Constantin Meunier
Constantin Meunier (født 12. april 1831 i Mesbeck ved Bruxelles, død 4. april 1905 i Bruxelles) var en belgisk billedhugger og maler.
Meunier førtes ind på kunststudiet under sin ældre broder, kobberstikkeren Jean-Baptist Meunier, og uddannede sig til billedhugger på
Bruxelles-akademiet og under Fraikin uden dog i længden at føle sig tilfredsstillet ved de tilvante skønhedsformer, han her oplærtes i.
Under vejledning af Charles de Groux (en) øvede han sig som maler og vandt snart navn som sådan;
han malede Trappistbegravelse (Museet i Courtrai), Den hellige Frantz’ Henrykkelse (kirken i Xhendelesse), St. Stefans Martyrium (1868, museet i Gent), Brabantske Bønder forsvarer sig 1797 (Museet i Bruxelles), fresker i St-Josefskirken i Louvain, Pieta m.m. – arbejder båret af ægte følelse og hørende til moderne religiøs kunsts bedste ydelser i Belgien.
En rejse 1880 til bjergværksegnene mellem Charleroi og Liège (hvor han senere slog sig ned) vakte den interesse for dette kullands natur og sociale liv, der blev nerven i hans senere produktion; i adskillige billeder (akvareller, tegninger), I det sorte Land (Luxembourg Museet), Pudlen (Dresdens Galleri) etc., har han skildret naturen dér med dens hundreder af højovne, dens kuldynger og dens slidende arbejderes liv.
Fra 1885 kastede Meunier sig igen efter 30 års forløb over skulpturen: Hammersmeden (1886, Berlins Nationalgalleri) er den første i rækken af hans berømte skulpturer (oftest bronzestatuetter), hvori han har skabt arbejdertypen, en moderne arbejderskikkelse med noget af den antikke atlettypes linjevirkning over sig, men dog realistisk udformet med dybt rammende karakteristik, og på sin vis overført Millets skildring af arbejdernes liv på skulpturens område. Herefter Pudler (museet i Bruxelles), gruppen Grubegas (museet i Bruxelles), Den fortabte Søn (Berlins Nationalgalleri) etc.
Meunier planlagde et mægtigt Arbejdets Monument i statuer og relieffer, der dog aldrig blev færdigt; de bedste af reliefferne kom til Luxembourg-Museet og museet i Bruxelles; andre blev udstillet i det fri i denne by.
Heller ikke det sammen med Alexandre Charpentier (en) (død 1909) i Paris påbegyndte monument for Émile Zola (død 1902) nåede fuldendelsen inden Meunier selv døde i 1905.
1882 blev Meunier professor i Louvain.
Et halvt dusin af hans bronzer findes nu i Dresdens Albertinum (en); i bronzestatuetten Arbejder sås på den internationale kunstudstilling i København 1897 en god prøve på hans kunst. Ny Carlsberg Glyptotek har efterhånden erhvervet sig en samling af hans skulpturer: bronzestatuerne Støberiarbejdere, Såmand, Havnearbejder, gipsrelieffet Smelteriarbejdere (et af de fire relieffer til fodstykket af Arbejdets Monument), bronzegruppen Moderkærlighed, gipsgruppen Den fortabte Søn osv., endvidere i 1908 en stor mængde statuetter, relieffer og grupper.
| - Malerier - Sti der leder ned fra slaggebunken Path descending from the slag heap - Kartoffeloptagere Potato diggers - Tobaksfabrik i Sevilla Tobacco Factory, Sevilla - Café del Buzero, Sevilla - Losning af sejlbåd Unloading of a sailboat - Minearbejdernes hjemkomst The Return of the Miners - Kvindelig minearbejder stiger ned i gruben Female miner descending into the pit - Harmonikaspilleren The organ grinder |

| - Skulpturer - Sædemand - Havnearbejderen - Hesten ved dammen The Horse at the Pond 1899 - Mand, der kæmper med elementerne Man Battling with the Elements - Buste af den franske maler Henri Duhem, 1900 - Statue af Emile Zola, 1904 - Efterår Autumn - Hammersmeden Le Marteleur(en) |